# Eurynomé
Eurynomé je jméno několika postav v řecké mytologii:
- Eurynomé (ókeanovna) – nymfa a dcera Ókeana, jež může být totožná s následujícími
  - Eurynomé – partnerka Ofióna a dřivější královna nebes
  - Eurynomé – bohyně uctívaná v chrámu nedaleko Figalie v Élidě, jež byla podle místních Artemidou
- Eurynomé Megarská, též Eurymédé, dcera Nísa z Megary a matka Bellerofonta
- Eurynomé, asyrská princezna, jež zplodila Leukotheu, milenku Hélia[1]
- Eurynomé, manželka Lykurga Arkádského, matka Amfidama, Epocha, Ankaia a Iasa[2] , též zvaná Kleofylé či Antinoé.[3]
- Eurynomé, dcera Ífita a matka Adrásta z Argu, jehož zplodila s Talauem.[4]
- Eurynomé, komorná Pénelopé[5]
- Eurynomé, služebná Harmonie[6]
- Eurynomé, lemnijská žena jež se setkala s bohyní Fémé[7]
- Eurynomé, jiné jméno pro Eidotheu, dceru Próteova.[8]
- Eurynomé, dcera Asópova a matka Ogygiasova, jehož zplodila s Diem.[9]